# Kleinfahrzeugkennzeichen

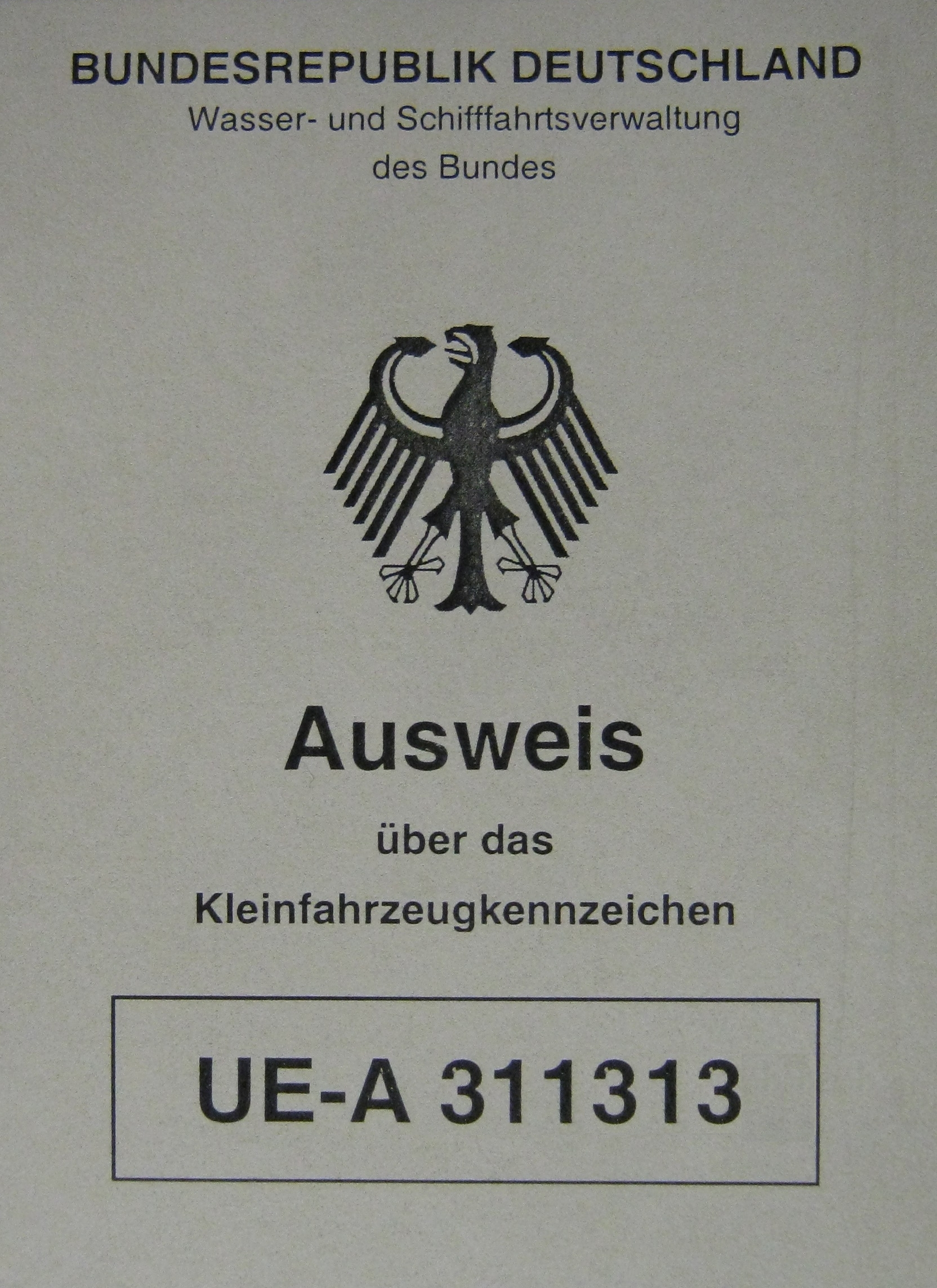
Ausweis über ein Kleinfahrzeugkennzeichen beim WSA Uelzen

Ein Kleinfahrzeugkennzeichen ist ein amtliches Kennzeichen für Kleinfahrzeuge und Sportboote unter 20 Meter Länge.

## Zuteilung

### Deutschland
Kleinfahrzeugkennzeichen werden auf Antrag von den Wasserstraßen- und Schifffahrtsämtern zugeteilt. Dafür wird von den Behörden ein „Ausweis über das Kleinfahrzeugkennzeichen“ ausgegeben, der neben dem Kennzeichen technische Daten des Kleinfahrzeugs sowie Name und Anschrift des Eigners enthält. Das Eigentumsverhältnis muss glaubhaft gemacht oder nachgewiesen werden. 
Das Kennzeichen muss jederzeit deutlich lesbar in mindestens zehn Zentimeter hohen lateinischen Buchstaben und arabischen Ziffern in heller Farbe auf dunklem Grund oder in dunkler Farbe auf hellem Grund außen an beiden Seiten des Bugs oder am Heck des Bootes angebracht werden. 

### Österreich
Das nationale amtliche Kennzeichen besteht aus einem Großbuchstaben oder einem Groß- und einem Kleinbuchstaben in lateinischen Schriftzeichen zur Bezeichnung der Zulassungsbehörde, gefolgt von einem Bindestrich und einer fünfstelligen Zahl in arabischen Ziffern.
Die Zulassungsbehörden sind der Bundesminister für Verkehr, Innovation und Technologie oder die einzelnen Landeshauptleute.

## Anerkennung
Das Kleinfahrzeugkennzeichen wird im Ausland überwiegend nicht als Registrierungs- und Eigentumsnachweis anerkannt.

## Alternativen
Alternativ zum Kleinfahrzeugkennzeichen kann ein Kleinfahrzeug die Nummer des Internationalen Bootsscheins als amtlich anerkanntes Kennzeichen oder die Nummer des Flaggenzertifikates als amtliches Kennzeichen führen. Ein Sportboot darf nicht mehr als ein Kennzeichen führen (§ 2 Absatz 3 Satz 4 KlFzKV-BinSch).